# Andrew Nembhard
Andrew William Nembhard (Aurora, 16 de janeiro de 2000) é um jogador canadense de basquete profissional que atualmente joga no Indiana Pacers da National Basketball Association (NBA).
Ele jogou basquete universitário na Universidade da Florida e na Universidade Gonzaga e foi selecionado pelos Pacers como a 31º escolha geral no draft da NBA de 2022.

## Carreira universitária

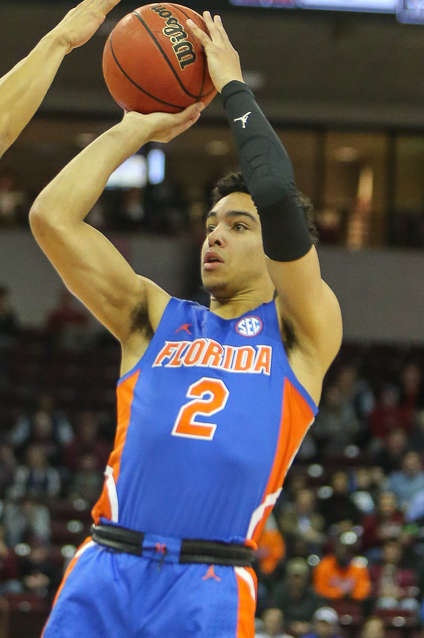
Nembhard com a Flórida em 2020

Nembhard foi recrutado para a Universidade da Flórida após estudar na Montverde Academy em Montverde, Flórida. 
Em sua temporada de calouro na Flórida, ele foi titular em todos os jogos e registrou o quarto maior total de assistências de calouros na história da universidade. Após médias de 8,0 pontos, 2,9 rebotes e 5,4 assistências, Nembhard foi nomeado para a Equipe de Calouros da Conferência.
Nembhard se declarou para o Draft da NBA de 2019, mas acabou optando por retornar a Florida para sua segunda temporada. Em seu segundo ano, ele teve médias de 11,2 pontos, 5,6 rebotes e 3,0 assistências. Após a temporada, ele se declarou para o Draft da NBA de 2020, mas contratou um agente certificado pela NCAA, dando-lhe a opção de retornar à Flórida. Em 30 de maio de 2020, Nembhard retirou-se do draft e entrou no portal de transferência da NCAA.
Em 23 de junho de 2020, Nembhard anunciou que se transferiria para Universidade Gonzaga. Ele rejeitou as ofertas de Duke, USC, Memphis, Georgetown e Stanford. Ele recebeu a elegibilidade imediata em 24 de novembro.
Em sua primeira temporada em Gonzaga, ele foi reserva (embora tenha jogado mais minutos por jogo do que dois titulares) e teve médias de 9,2 pontos, 2,4 rebotes e 4,4 assistências. Nembhard foi nomeado o Sexto Homem do Ano da West Coast Conference. Em sua última temporada, ele teve médias de 11,8 pontos, 5,8 assistências, 3,4 rebotes e 1,6 roubos de bola e foi nomeado para a Primeira-Equipe da WCC. Em 21 de abril de 2022, Nembhard se declarou para o Draft da NBA de 2022, abrindo mão de sua elegibilidade universitária restante.

## Carreira profissional

### Indiana Pacers (2022–Presente)
Nembhard foi selecionado pelo Indiana Pacers como a 31ª escolha geral no draft da NBA de 2022. Em 22 de julho de 2022, Nembhard assinou um contrato de quatro anos e US$ 8,6 milhões com o Pacers, o maior contrato de novato já concedido a um jogador que foi selecionado na segunda rodada.
No dia 28 de novembro, Nembhard acertou um arremesso de três pontos decisivo no estouro do cronômetro, garantindo a vitória por 116-115 sobre o Los Angeles Lakers. Em 5 de dezembro, com a lesão de Tyrese Haliburton, Nembhard registrou 31 pontos, 13 assistências, 8 rebotes e 5 cestas de três pontos na vitória sobre o Golden State Warriors.
Nembhard registrou jogos consecutivos com mais de 20 pontos, marcando 24 pontos no dia 16 de março contra o Milwaukee Bucks e 22 pontos no dia 18 de março contra o Philadelphia 76ers. No dia 22 de março, em uma vitória contra o Toronto Raptors, Nembhard registrou outro duplo–duplo com 25 pontos e 10 assistências. No dia 28 de março, como titular contra o Milwaukee Bucks, Nembhard registrou um duplo–duplo com 15 pontos e um recorde pessoal de 15 assistências.
Em 10 de maio de 2024, em um jogo da segunda rodada dos playoffs contra o New York Knicks, Nembhard acertou um arremesso de três pontos decisivo com 16 segundos no relógio para ajudar os Pacers a trazerem a série de volta para 2-1. A cesta de três pontos foi a mais longa de sua carreira até aquele momento.

## Carreira na Seleção
Nembhard representou a Seleção Canadense nos níveis Sub-16, Sub-17 e Sub-18. Em 2019, ele fez parte da seleção que disputou a Copa do Mundo de 2019.

## Estatísticas da carreira

### NBA

#### Temporada regular
| Ano      | Equipe   | PJ  | PT  | MPJ  | AP   | 3P   | LL   | RT  | AS  | BR | TO | PPJ |
| -------- | -------- | --- | --- | ---- | ---- | ---- | ---- | --- | --- | -- | -- | --- |
| 2022–23  | Indiana  | 75  | 63  | 27.6 | .441 | .350 | .790 | 2.7 | 4.5 | .9 | .2 | 9.5 |
| 2023–24  | Indiana  | 68  | 47  | 25.0 | .498 | .357 | .804 | 2.1 | 4.1 | .9 | .1 | 9.2 |
| Carreira | Carreira | 143 | 110 | 26.3 | .469 | .353 | .797 | 2.4 | 4.3 | .9 | .1 | 9.3 |

#### Playoffs
| Ano  | Equipe  | PJ | PT | MPJ  | AP   | 3P   | LL   | RT  | AS  | BR | TO | PPJ  |
| ---- | ------- | -- | -- | ---- | ---- | ---- | ---- | --- | --- | -- | -- | ---- |
| 2024 | Indiana | 17 | 17 | 32.6 | .560 | .483 | .769 | 3.3 | 5.5 | .4 | .2 | 14.9 |

### Universitário
| Ano      | Equipe   | PJ  | PT  | MPJ  | AP   | 3P   | LL   | RT  | AS  | BR  | TO | PPJ  |
| -------- | -------- | --- | --- | ---- | ---- | ---- | ---- | --- | --- | --- | -- | ---- |
| 2018–19  | Florida  | 36  | 36  | 32.9 | .414 | .347 | .764 | 2.9 | 5.4 | 1.2 | .1 | 8.0  |
| 2019–20  | Florida  | 31  | 31  | 33.2 | .441 | .308 | .775 | 3.0 | 5.6 | 1.1 | .1 | 11.2 |
| 2020–21  | Gonzaga  | 32  | 16  | 29.9 | .480 | .323 | .754 | 2.4 | 4.4 | 1.1 | .1 | 9.2  |
| 2021–22  | Gonzaga  | 32  | 32  | 32.2 | .452 | .383 | .873 | 3.4 | 5.8 | 1.6 | .1 | 11.8 |
| Carreira | Carreira | 131 | 115 | 32.0 | .446 | .340 | .791 | 2.9 | 5.3 | 1.2 | .1 | 10.0 |